# Pandemie (spel)
Pandemie is een zogenaamd coöperatief bordspel. Hierbij spelen de spelers mét in plaats van tegen elkaar om een gemeenschappelijk doel te bereiken. De tegenstander is hierbij het spel zelf. De auteur van het spel is Matt Leacock en wordt door Z-Man Games, QWG uitgegeven. Het spel is vanaf 10 jaar en met 2-4 spelers te spelen. De spelduur is 45 tot 60 minuten.

## Verhaal
De spelers zijn de leden van een team dat ten strijde trekt tegen dodelijke ziektes. Het team reist over de hele wereld om de verschillende infecties te bestrijden. De spelers moeten samenwerken. Elke speler moet zijn individuele specialiteiten gebruiken om op tijd alle geneesmiddelen te vinden. De klok tikt verder, terwijl de verspreiding van de ziekten steeds sneller gaat.

## Onderdelen en voorbereiding
- 1 speelbord met daarop een wereldkaart met 48 steden en ruimte voor trek- en aflegstapels van de kaarten
- 5 rollenkaarten met 5 bijhorende pionnen.
- 6 onderzoeksstations
- 6 fiches: 4 medicijnfiches, 1 uitbraakfiche en 1 besmettingsgraadfiche
- 96 ziekteblokjes, 24 van elke kleur (rood, geel, blauw, zwart)
- 59 spelerskaarten, waaronder stedenkaarten, 6 epidemiekaarten en 5 gebeurteniskaarten
- 48 besmettingskaarten
- 4 overzichtkaarten met verschillende acties

Elke speler krijgt 1 rollenkaart en plaatst de overeenkomende pion in Atlanta. Naast de pionnen wordt er ook één onderzoeksstation in Atlanta geplaatst. De andere stations staan naast het bord. Het uitbraakfiche wordt geplaatst op het vakje O in het uitbraakspoor en het besmettingsgraadfiche op het eerste vakje (het meest linkse) van het uitbraakspoor. De vier medicijnfiches worden naast het bord gelegd, in de buurt van het gebied van ontdekte medicijnen.
Daarna liggen de ziekteblokjes per kleur naast het bord. De zes epidemiekaarten worden uit de stapel met spelerskaarten gehaald. De andere spelerskaarten worden door elkaar geschud en gesloten gedeeld.
- 4 spelers: 2 kaarten elk
- 3 spelers: 3 kaarten elk
- 2 spelers: 4 kaarten elk

De overgebleven spelerskaarten worden verdeeld in verschillende stapels (ongeveer even groot), afhankelijk van hoe moeilijk men wil spelen.
- Beginners: 4 stapels
- Normaal: 5 stapels
- Heldhaftig: 6 stapels

Vervolgens wordt één epidemiekaart door elke stapel gestoken en worden de verschillende stapels op elkaar gelegd. De grootste komt boven te liggen. Deze stapel en de besmettingskaarten hebben een aangegeven plaats op het bord.
Ten slotte worden de eerste ziekteblokjes op het bord geplaatst. Men trekt drie besmettingskaarten en legt ze op op de bijhorende aflegplaats. Voor iedere kaart worden drie blokjes in de kleur van de kaart op iedere afgebeelde stad gelegd. Met nog eens drie kaarten wordt dit herhaald, maar dan met twee blokjes op iedere stad. Een laatste keer wordt er één blokje op elke stad gelegd.

## Regels
Een spelbeurt bestaat uit drie verschillende fases.
- Vier acties uitvoeren
- Twee kaarten trekken
- Besmetting uitvoeren

In Pandemie draait het om samenwerking en communicatie. Doch, de spelers mogen hun kaarten niet laten zien aan anderen. Men kan elkaar wel vertellen welke kaarten men heeft. Ook mag men in alle omstandigheden beide aflegstapels (met spelerskaarten en besmettingskaarten) bekijken.

### Acties
Naast de basisacties (acties om je te verplaatsen) en speciale acties heeft iedere speler ook een rol gekregen. Elke rol heeft speciale voordelen. In het totaal mag men elke beurt maximaal vier acties uitvoeren. De speler mag zelf kiezen welke hij uitvoert en in welke volgorde.

#### Basisacties
Er zijn vier mogelijkheden om een pion te verplaatsen.
- Reizen: De pion verplaatsen naar een aangrenzende stad. Aangrenzende steden zijn verbonden met een rode lijn. Rode lijnen die van het bord verdwijnen komen uit aan de andere kant van het bord.
- Rechtstreekse vlucht: Speel een kaart uit de hand en zet de pion in de afgebeelde stad. Leg de kaart af.
- Chartervlucht: Speel de kaart die hoort bij de stad waar je pion zich momenteel bevindt, en verplaats hem naar een stad naar keuze. Leg de kaart af.
- Pendelvlucht: Als de pion zich in een stad bevindt waar ook een onderzoekstation staat, mag de speler hem naar een andere stad met een onderzoekstation verplaatsen.

#### Andere acties
Naast de acties om een pion te verplaatsen zijn er ook speciale acties.
- Bouw een onderszoeksstation: Speel de kaart die overeenkomt met de stad waar de pion zich bevindt en plaats er een onderzoekstation uit de voorraad. Leg de kaart af. Als de voorraad onderzoeksstations naast het bord uitgeput is, mag de speler een onderszoeksstation van het bord kiezen en verplaatsen naar de plaats waar de pion staat.
- Ontwikkel een medicijn: Als je pion zich in een stad met een onderzoekstation bevindt mag je vijf kaarten met dezelfde kleur afleggen om de overeenkomstige ziekte te genezen. Neem het medicijnfiche van desbetreffende kleur en leg het met de flaconzijde naar boven. Leg de vijf kaarten af.
- Behandel een ziekte: Verwijder een ziekteblokje van de stad waar de pion staat. De speler betaalt één actie per blokje dat degene wil verwijderen. Leg het blokje terug in de voorraad. Als de spelers een medicijn ontwikkeld hebben, verwijder dan alle blokjes van een ziekte (kleur) uit de stad voor één actie in plaats van één blokje.

Wanneer voor een ziekte een medicijn ontwikkeld is en alle ziekteblokjes van deze ziekte zijn van het bord verwijderd, mag het medicijnfiche van deze ziekte op de kant met de zonsondergang gedraaid worden. Vanaf dit moment hebben kaarten van deze kleur geen effect meer tijdens het uitvoeren van de besmetting.
- Kennis uitwisselen: Hierbij kan een speler een kaart geven aan een medespeler. Het overgeven van elke kaart kost één actie. Beide spelers moeten met hun pion in dezelfde stad staan die op de kaart staat die wordt uitgewisseld.

#### Rollen
Elke speler heeft een rol met speciale mogelijkheden.
- Opzichter: Men mag voor 1 actie een onderzoeksstation bouwen op de huidige locatie. Verder mag de speler 1 keer per beurt, wanneer deze bij een onderzoeksstation staat, voor 1 actie een willekeurige kaart afleggen om naar een stad naar keuze te reizen.
- Wetenschapper: De speler heeft slechts 4 kaarten van dezelfde kleur nodig om een medicijn te ontwikkelen.
- Arts: De speler mag alle blokjes verwijderen van een kleur wanneer deze een stad behandelt in plaats van een. Als er voor een kleur een medicijn ontwikkeld is, mag men alle blokjes verwijderen zonder dat dat een actie kost.
- Onderzoeker: De speler mag voor 1 actie per kaart kaarten uit de hand aan een andere speler geven. De pionnen moeten zich nog steeds in dezelfde stad bevinden, maar er mag nu een willekeurige stadskaart worden doorgegeven.
- Coördinator: De speler mag in de beurt de pionnen van medespelers verplaatsen. De speler mag een pion naar keuze voor 1 actie naar een stad verplaatsen waar zich al een pion bevindt.

### Kaarten trekken
Na het uitvoeren van acties moet de speler 2 spelerskaarten trekken. Als hier een epidemiekaart bij zit, neemt deze die niet in de hand maar moet deze uitgevoerd worden. Kan hij geen kaarten meer trekken omdat de stapel op is eindigt het spel.

#### Bijzondere gebeurteniskaarten
In de stapel met spelerskaarten zitten ook enkele bijzondere gebeurteniskaarten. Bij het trekken van zo'n gebeurtenis neemt de speler de kaart gewoon in de hand zoals de stedenkaarten. De gebeurteniskaarten daarentegen kunnen op ieder moment gespeeld worden, ook in de beurt van een medespeler. Als de speler een gebeurteniskaart speelt, voert deze onmiddellijk de instructies op de kaart uit. Dit kost geen actie. Deze kaarten zijn een extra hulpmiddel voor de spelers om het spel te winnen.

#### Handlimiet
Spelers mogen maximaal 7 kaarten in hun hand hebben. Als een speler meer kaarten in zijn hand krijgt door kaarten te ontvangen van een andere speler of door het trekken van handkaarten op het einde van zijn beurt, moet hij onmiddellijk kaarten op de aflegstapel leggen totdat hij terug 7 kaarten in zijn hand heeft. Het spelen van een bijzonder gebeurtenis is ook toegestaan.

#### Epidemieën
Bij het trekken van een epidemiekaart moeten onmiddellijk de stappen op de kaart uitgevoerd worden.
1. Verhoog de besmettingsgraad: Verplaats het besmettingsgraadfiche een vakje naar rechts op het besmettingsgraadspoor.
2. Besmetting: Neem de onderste kaart van de stapel besmettingskaarten en leg 3 blokjes op de afgebeelde stad. Leg de kaart vervolgens op de afleg stapel.
3. Verhoog de ernst van de besmetting: Schud de aflegstapel met besmettingskaarten en leg deze dan boven op de trekstapel met besmettingskaarten.

### Besmetting uitvoeren
Als laatste deel van je beurt gaat een speler steden besmetten. Hij of zij trekt het aantal besmettingskaarten dat de besmettingsgraad aangeeft en voert de kaarten uit in de volgorde waarin ze getrokken zijn. Bij elke kaart legt de speler één blokje in de desbetreffende stad in de desbetreffende kleur. Er komen geen blokjes in een stad als de ziekte (kleur) is uitgeroeid. Heeft een stad drie blokjes van dezelfde kleur, dan vindt er een uitbraak plaats.

#### Uitbraken
Een uitbraak vindt plaats als een speler een blokje moet plaatsen in een stad, waarvan er van die soort al drie liggen. Nu moet dit vierde blokje niet gelegd worden, maar in de plaats wordt er in elke aangrenzende stad een extra blokje van deze kleur bijgelegd. Als er nu in van deze aangrenzende steden een vierde blokje komt, vindt er ook daar een uitbraak plaats. In een zogenaamde kettingreactie kan elke stad maar één keer uitbreken per beurt, dus de uitbraak keert deze beurt niet meer terug in deze stad. Hierna verplaatst de speler het uitbraakfiche per uitbraak één vakje omlaag. Wanneer het fiche de doodskop bereikt, of wanneer de blokjes van een bepaalde kleur op zijn, eindigt het spel.

## Einde van het spel

### Nederlaag
De spelers verliezen gezamenlijk als een van de volgende dingen gebeuren:
- Een speler moet ziekteblokjes van een bepaalde kleur op het bord plaatsen, maar van die kleur liggen er geen meer in de voorraad.
- De achtste uitbraak vindt plaats. Het uitbraak-fiche bereikt het schedelhoofdsymbool op het uitbraakspoor.
- Een speler kan niet meer genoeg spelerskaarten in zijn hand nemen.

### Overwinning
De spelers winnen direct gezamenlijk het spel als alle vier de ziektes zijn genezen. De spelers hoeven geen ziektes meer uit te roeien in iedere besmette stad om te winnen. Zodra het vierde en laatste geneesmiddel is gevonden is het spel afgelopen en hebben de spelers gewonnen. Het uitroeien helpt dus, maar heeft verder geen invloed op winst of verlies.